# Thor, Lord of the Jungles
Thor, Lord of the Jungles est un film muet américain réalisé par Colin Campbell et sorti en 1913.

## Fiche technique
- Réalisation : Colin Campbell
- Scénario : Edward McWade, d'après une histoire de James Oliver Curwood
- Date de sortie : 
  -  États-Unis : 1er novembre 1913

## Distribution
- Kathlyn Williams
- Charles Clary
- Tom Santschi
- Lafe McKee
- William Holland